# 畑パーキングエリア
畑パーキングエリア（はたパーキングエリア）は、岩手県八幡平市新田にある、東北自動車道のパーキングエリア。

## 施設

### 上り線（盛岡・仙台方面）
- 駐車場
  - 大型10台
  - 小型15台
- トイレ
  - 男性 大2（和式1・洋式1）・小5
  - 女性 5（和式1・洋式4）
  - 車椅子用 1
- 飲料自動販売機

### 下り線（青森・八戸方面）
- 駐車場
  - 大型10台
  - 小型15台
- トイレ
  - 男性 大2（和式1・洋式1）・小5
  - 女性 5（和式1・洋式4）
  - 車椅子用 1
- 飲料自動販売機

## 隣
E4 東北自動車道
(45)松尾八幡平IC - 前森山PA - 畑PA - (46)安代JCT